# Vela ai Giochi della XXXII Olimpiade - 49er maschile

## Le gare
Le gare di vela della classe 49er maschile valide per la XXXII Olimpiade si sono svolte dal 27 luglio al 2 agosto 2021 presso l'isola di Enoshima. Hanno partecipato alla competizione 19 equipaggi.
I punti sono stati assegnati in base alle posizioni finali in ciascuna regata (1 al primo, 2 al secondo etc.). Sono stati considerati i migliori 11 punteggi delle dodici regate di qualificazione, e ciascun equipaggio ha potuto scartare il punteggio più alto. I 10 equipaggi con il punteggio più basso hanno gareggiato in un'ultima regata, chiamata "Medal Race" in cui il punteggio valeva doppio e andava a sommarsi a quello delle 11 regate di qualificazione.
In caso di squalifica, o di mancata partenza per una regata, all'equipaggio venivano assegnati 20 punti per quella regata (22 per la Medal Race) ovvero uno (o due) in più di quanti ne avrebbe avuto se si fosse classificato ultimo.

## Calendario
Tutti gli orari sono Japan Standard Time (UTC+9)
| Data                      | Ora   | Turno            |
| ------------------------- | ----- | ---------------- |
| Martedì, 27 luglio 2021   | 14:50 | Race 1           |
| Mercoledì, 28 luglio 2021 | 12:05 | Race 2, 3 e 4    |
| Giovedì, 29 luglio 2021   | 12:05 | Race 5 e 6       |
| Venerdì, 30 luglio 2021   | 12:05 | Race 7, 8 e 9    |
| Sabato, 31 luglio 2021    | 12:05 | Race 10, 11 e 12 |
| Lunedì, 2 agosto 2021     | 15:33 | Medal Race       |

## Risultati
| Pos. | Equipaggio                               | Race | Race | Race   | Race   | Race   | Race   | Race   | Race   | Race   | Race | Race | Race | Race   | Punti | Punti |
| Pos. | Equipaggio                               | 1    | 2    | 3      | 4      | 5      | 6      | 7      | 8      | 9      | 10   | 11   | 12   | M      | Tot   | Net   |
| ---- | ---------------------------------------- | ---- | ---- | ------ | ------ | ------ | ------ | ------ | ------ | ------ | ---- | ---- | ---- | ------ | ----- | ----- |
|      | Dylan Fletcher / Stuart Bithell          | 2    | 8    | 4      | 1      | 12     | 2      | 2      | 16     | 3      | 9    | 6    | 7    | 2      | 74    | 58    |
|      | Peter Burling / Blair Tuke               | 12   | 3    | 7      | 2      | 10     | 1      | 3      | 6      | 2      | 5    | 2    | 11   | 6      | 70    | 58    |
|      | Erik Heil / Thomas Ploessel              | 3    | 13   | 5      | 14     | 2      | 3      | 1      | 7      | 11     | 2    | 14   | 5    | 4      | 84    | 70    |
| 4    | Diego Botin le Chever / Iago Lopez Marra | 5    | 1    | 2      | 5      | 4      | 10     | 15     | 2      | 5      | 4    | 12   | 6    | 14     | 85    | 70    |
| 5    | Jonas Warrer / Jakob Precht Jensen       | 6    | 5    | 10     | 3      | 1      | 4      | 6      | 4      | 14     | 15   | 5    | 8    | 16     | 97    | 82    |
| 6    | Bart Lambriex / Pim van Vugt             | 14   | 2    | 3      | 7      | 6      | 7      | 13     | 14     | 7      | 6    | 7    | 3    | 12     | 101   | 87    |
| 7    | Jorge Lima / Jose Costa                  | 11   | 6    | 9      | 6      | 5      | 20 BFD | 5      | 10     | 1      | 11   | 4    | 4    | 22 OCS | 114   | 94    |
| 8    | Šime Fantela / Mihovil Fantela           | 4    | 14   | 8      | 13 STP | 13     | 6      | 14     | 3      | 20 DSQ | 1    | 10   | 2    | 18     | 126   | 106   |
| 9    | Lukasz Przybytek / Pawel Kolodzinski     | 9    | 7    | 15     | 18     | 7      | 8      | 7      | 1      | 13     | 17   | 1    | 15   | 8      | 126   | 108   |
| 10   | Benjamin Bildstein / David Hussl         | 10   | 17   | 6      | 4      | 9      | 9      | 10     | 5      | 16     | 7    | 15   | 13   | 10     | 131   | 114   |
| 11   | Leo Takahashi / Ibuki Koizumi            | 17   | 11   | 13     | 11     | 15     | 11     | 4      | 12     | 4      | 8    | 3    | 16   | -      | 125   | 108   |
| 12   | Will Phillips / Sam Phillips             | 7    | 4    | 1      | 8      | 11     | 15     | 16     | 20 UFD | 18     | 14   | 8    | 9    | -      | 131   | 111   |
| 13   | Robert Dickson / Sean Waddilove          | 1    | 12   | 11     | 13     | 20 DSQ | 20 UFD | 8      | 18     | 8      | 3    | 17   | 1    | -      | 132   | 112   |
| 14   | Sebastien Schneiter / Lucien Cujean      | 16   | 10   | 14     | 10     | 3      | 20 UFD | 9      | 9      | 9      | 18   | 13   | 12   | -      | 143   | 123   |
| 15   | Lucas Rual / Emile Amoros                | 15   | 9    | 16     | 15     | 8      | 13     | 11     | 15     | 10     | 12   | 16   | 10   | -      | 150   | 134   |
| 16   | Marco Grael / Gabriel Borges             | 8    | 16   | 12     | 9      | 20 DSQ | 20 DSQ | 20 UFD | 8      | 6      | 19   | 11   | 18   | -      | 167   | 147   |
| 17   | Ganapathy Kelapanda / Varun Thakkar      | 18   | 18   | 17     | 19     | 14     | 5      | 17     | 11     | 15     | 16   | 9    | 14   | -      | 173   | 154   |
| 18   | Benjamin Daniel / Alex Burger            | 13   | 15   | 18     | 17     | 17     | 14     | 12     | 13     | 17     | 10   | 19   | 17   | -      | 182   | 163   |
| 19   | William Jones / Evan Depaul              | 19   | 19   | 20 UFD | 16     | 16     | 12     | 18     | 17     | 12     | 13   | 18   | 19   | -      | 199   | 179   |